# Vitorlázás az 1988. évi nyári olimpiai játékokon
Az 1988. évi nyári olimpiai játékokon a vitorlázás újabb számmal bővült, a női 470-es hajóosztállyal így már nyolc versenyszámban versenyeztek.

## Éremtáblázat
(A rendező ország csapata eltérő háttérszínnel, az egyes számoszlopok legmagasabb értéke, vagy értékei vastagítással kiemelve.)
| Az 1988. évi nyári olimpiai játékok éremtáblázata vitorlázásban | Az 1988. évi nyári olimpiai játékok éremtáblázata vitorlázásban | Az 1988. évi nyári olimpiai játékok éremtáblázata vitorlázásban | Az 1988. évi nyári olimpiai játékok éremtáblázata vitorlázásban | Az 1988. évi nyári olimpiai játékok éremtáblázata vitorlázásban | Olimpia  |
| --------------------------------------------------------------- | --------------------------------------------------------------- | --------------------------------------------------------------- | --------------------------------------------------------------- | --------------------------------------------------------------- | -------- |
|                                                                 | Ország                                                          | Arany                                                           | Ezüst                                                           | Bronz                                                           | Összesen |
| 1.                                                              | Franciaország (FRA)                                             | 2                                                               | 0                                                               | 0                                                               | 2        |
| 2.                                                              | Egyesült Államok (USA)                                          | 1                                                               | 2                                                               | 2                                                               | 5        |
| 3.                                                              | Új-Zéland (NZL)                                                 | 1                                                               | 1                                                               | 1                                                               | 3        |
| 4.                                                              | Dánia (DEN)                                                     | 1                                                               | 0                                                               | 1                                                               | 2        |
| 5.                                                              | NDK (GDR)                                                       | 1                                                               | 0                                                               | 0                                                               | 1        |
| 5.                                                              | Nagy-Britannia (GBR)                                            | 1                                                               | 0                                                               | 0                                                               | 1        |
| 5.                                                              | Spanyolország (ESP)                                             | 1                                                               | 0                                                               | 0                                                               | 1        |
|                                                                 |                                                                 |                                                                 |                                                                 |                                                                 |          |
| 8.                                                              | Szovjetunió (URS)                                               | 0                                                               | 1                                                               | 1                                                               | 2        |
| 9.                                                              | Amerikai Virgin-szigetek (ISV)                                  | 0                                                               | 1                                                               | 0                                                               | 1        |
| 9.                                                              | Holland Antillák (AHO)                                          | 0                                                               | 1                                                               | 0                                                               | 1        |
| 9.                                                              | Norvégia (NOR)                                                  | 0                                                               | 1                                                               | 0                                                               | 1        |
| 9.                                                              | Svédország (SWE)                                                | 0                                                               | 1                                                               | 0                                                               | 1        |
|                                                                 |                                                                 |                                                                 |                                                                 |                                                                 |          |
| 13.                                                             | Brazília (BRA)                                                  | 0                                                               | 0                                                               | 2                                                               | 2        |
| 14.                                                             | Kanada (CAN)                                                    | 0                                                               | 0                                                               | 1                                                               | 1        |
|                                                                 |                                                                 |                                                                 |                                                                 |                                                                 |          |
| Összesen                                                        | Összesen                                                        | 8                                                               | 8                                                               | 8                                                               | 24       |

## Érmesek

### Férfi
| Az 1988. évi nyári olimpiai játékok férfi érmesei vitorlázásban |                                                     |                                                   |                                                       |
| Versenyszám                                                     | Arany                                               | Ezüst                                             | Bronz                                                 |
| Finn dingi                                                      | José Luis Doreste · Spanyolország (ESP)             | Peter Holmberg · Amerikai Virgin-szigetek (ISV)   | John Cutler · Új-Zéland (NZL)                         |
| Széllovaglás (Lechner)                                          | Bruce Kendall · Új-Zéland (NZL)                     | Jan Boersma · Holland Antillák (AHO)              | Mike Gebhardt · Egyesült Államok (USA)                |
| 470-es osztály                                                  | Franciaország (FRA) · Thierry Peponnet · Luc Pillot | Szovjetunió (URS) · Tõnu Tõniste · Toomas Tõniste | Egyesült Államok (USA) · John Shadden · Charles McKee |

### Női
| Az 1988. évi nyári olimpiai játékok női érmesei vitorlázásban |                                                       |                                                          |                                                              |
| Versenyszám                                                   | Arany                                                 | Ezüst                                                    | Bronz                                                        |
| 470-es osztály                                                | Egyesült Államok (USA) · Allison Jolly · Lynne Jewell | Svédország (SWE) · Marit Söderström · Birgitta Bengtsson | Szovjetunió (URS) · Larisza Moszkalenko · Irina Csunihovszka |

### Nyílt számok
| Az 1988. évi nyári olimpiai játékok érmesei vitorlázásban |                                                            |                                                                             |                                                          |
| Versenyszám                                               | Arany                                                      | Ezüst                                                                       | Bronz                                                    |
| Soling                                                    | NDK (GDR) · Jochen Schümann · Thomas Flach · Bernd Jäkel   | Egyesült Államok (USA) · John Kostecki · William Baylis · Robert Billingham | Dánia (DEN) · Jesper Bank · Jan Mathiasen · Steen Secher |
| Repülő hollandi                                           | Dánia (DEN) · Jørgen Bojsen-Møller · Christian Grønborg    | Norvégia (NOR) · Ole Pollen · Erik Bjørkum                                  | Kanada (CAN) · Frank McLaughlin · John Millen            |
| Tornádó osztály                                           | Franciaország (FRA) · Jean-Yves Le Déroff · Nicolas Hénard | Új-Zéland (NZL) · Chris Timms · Rex Sellers                                 | Brazília (BRA) · Lars Grael · Clinio Freitas             |
| Csillaghajó                                               | Nagy-Britannia (GBR) · Michael McIntyre · Bryn Vaile       | Egyesült Államok (USA) · Mark Reynolds · Harold Haenel                      | Brazília (BRA) · Torben Grael · Nelson Falcão            |